# Président de Serbie-et-Monténégro
Ne doit pas être confondu avec Président de la république de Serbie.

Drapeau du président de Serbie-et-Monténégro.

Le président de Serbie-et-Monténégro était le chef de l'État de la Communauté d'États de Serbie-et-Monténégro.
Du fait de la courte vie de cet état sous ce nom, seul Svetozar Marović occupa ce poste, entre le 7 mars 2003 et le 5 juin 2006.